# Cyrtophora lahirii
Cyrtophora lahirii is een spinnensoort uit de familie wielwebspinnen (Araneidae).
De wetenschappelijke naam van de soort werd in 2004 gepubliceerd door Vivekanand Biswas & Dinendra Raychaudhuri.